# Łastowice
Łastowice (biał. Ластавічы; ros. Ластовичи) – wieś na Białorusi, w obwodzie witebskim, w rejonie głębockim, w sielsowiecie Obrub, nad Jeziorem Łastowickim.
W źródłach spotykana jest także nazwa Łastowiec, Łastowicze.

## Historia
W czasach zaborów wieś w gminie Głębokie, w powiecie dzisieńskim, w guberni wileńskiej Imperium Rosyjskiego.
W latach 1921–1945 wieś leżała w Polsce, w województwie wileńskim, w powiecie dziśnieńskim, w gminie Głębokie.
Według Powszechnego Spisu Ludności z 1921 roku zamieszkiwało tu 256 osób, 32 było wyznania rzymskokatolickiego, 65 prawosławnego, a 159 staroobrzędowego. Jednocześnie 5 mieszkańców zadeklarowało polską przynależność narodową, a 251 białoruską. Było tu 51 budynków mieszkalnych. W 1931 w 61 domach zamieszkiwały 333 osoby.
Wierni należeli do parafii rzymskokatolickiej w Głębokiem i prawosławnej w Kowalach. Miejscowość podlegała pod Sąd Grodzki w Głębokiem i Okręgowy w Wilnie; właściwy urząd pocztowy mieścił się w Głębokiem.
W wyniku napaści ZSRR na Polskę we wrześniu 1939 miejscowość znalazła się pod okupacją sowiecką. 2 listopada została włączona do Białoruskiej SRR. Od czerwca 1941 roku pod okupacją niemiecką. W 1944 miejscowość została ponownie zajęta przez wojska sowieckie i włączona do Białoruskiej SRR.
Od 1991 w składzie niepodległej Białorusi.